# Cyrtosia javanica
Cyrtosia javanica es una especie de orquídea de hábitos terrestres. Se encuentra en el Sudeste de Asia.

## Descripción
Cyrtosia javanica es una orquídea de pequeño tamaño, prefiere el clima cálido al frío es una hierba micoheterotrófica sin hojas con un robusto rizoma erguido con varias  raíces carnosas   cilíndricos que llevan varios tallos, erguidos, ramificados, a menudo curvados con numerosas hojas en forma de escama y flores en un terminal, alargando la inflorescencia con sucesivas flores retorcidas.

## Distribución y hábitat
Es originaria de Tailandia, Península de Malaca, Isla de Java, Sumatra, Borneo y Taiwán en los bosques de bambú en las elevaciones de 700 a 2.700 metros en el bosque montano bajo, primario, de hoja perenne, bosques latifoliados, 

## Taxonomía
Cyrtosia javanica fue descrita por Carl Ludwig Blume y publicado en Bijdragen tot de flora van Nederlandsch Indië 8: 396. 1825.
Sinonimia
- Conchoglossum montanum Breda
- Cyrtosia minahassae (Schltr.) Garay
- Galeola javanica (Blume) Benth. & Hook.f.
- Galeola kawakamii J.J.Sm. ex Koord.-Schum.
- Galeola minahassae Schltr.[4][1]